# سميرة حسين
سميرة حسين (16 فبراير 1936 -) هي ممثلة مصرية.

## أعمالها

### مسلسلاتها
- زوج بالإكراه (2015)

### أفلامها
- طريق الأبطال (1961)
- إسماعيل يس في السجن (1961)
- نصف عذراء (1961)
- العاشقة (1960)
- المبروك (1959)
- الله أكبر (1959)
- هل أقتل زوجي (1958)
- حب من نار (1958)
- سجين أبو زعبل (1957)

## وصلات خارجية
- سميرة حسين على موقع IMDb (الإنجليزية)
- سميرة حسين على موقع قاعدة بيانات الأفلام العربية